# アトラス航空3591便墜落事故
アトラス航空3591便墜落事故（あとらすこうくう3591びんついらくじこ）は、2019年2月23日に発生した航空事故である。
マイアミ国際空港発ジョージ・ブッシュ・インターコンチネンタル空港行きだったアトラス航空3591便（ボーイング767-375BCF）が、ジョージ・ブッシュ・インターコンチネンタル空港への進入中にトリニティ湾に墜落した。乗員乗客3人全員が死亡した。

## 事故機
事故機のボーイング767-375は、1992年にカナディアン航空が旅客用として発注しアイルランドのギネス・ピート・アビエーションにリースし、さらに中国南方航空にリースされていた。その後、GEキャピタル・アビエーション・サービスに売却され、LAN チリにリースされ、17年ほど同社で運航された。CITグループがその後、購入しアトラス航空にリースした。このときに、アトラス航空は事故機を貨物機へ改修した。連邦航空局の記録によると、事故機は約23,000回の飛行を行っており、総飛行時間は90,000時間ほどだった。事故時は製造から27年が経過していた。

## 乗員
事故機には3人の乗員が搭乗していた。2月24日にアトラス航空は搭乗していた3人全員の死亡を確認した。
搭乗していたのは機長と副操縦士、ヒューストンの自宅へ帰宅途中だったメサ航空の機長だった。メサ航空の機長は、翌週からユナイテッド航空へ異動し、訓練を受ける予定になっていた。
2月25日、現場から回収された遺体が副操縦士とメサ航空の機長であることが確認された。2人の遺体は監察医務院に送られ、解剖される。2月26日にも遺体が回収されたが、身元は明らかにされていない。

## 事故の経緯
3591便はヒューストンへの着陸進入中のCST12時36分（UTC18時36分）に管制官との交信を絶ち、突然南へ旋回し急降下した。機体はCST12時45分（UTC18時45分）にトリニティ湾に墜落した。目撃者は、機体が墜落する前に稲妻のような音がしたと証言した。事故機は墜落の直前に大きく高度を失っていた。
FAAは、3591便がヒューストンの南東48km地点で消息を絶った後、警報を発令した。管制官は少なくとも2回交信を試みたが、応答はなかった。その後、付近を飛行する他機に墜落現場を確認できるか尋ねた。

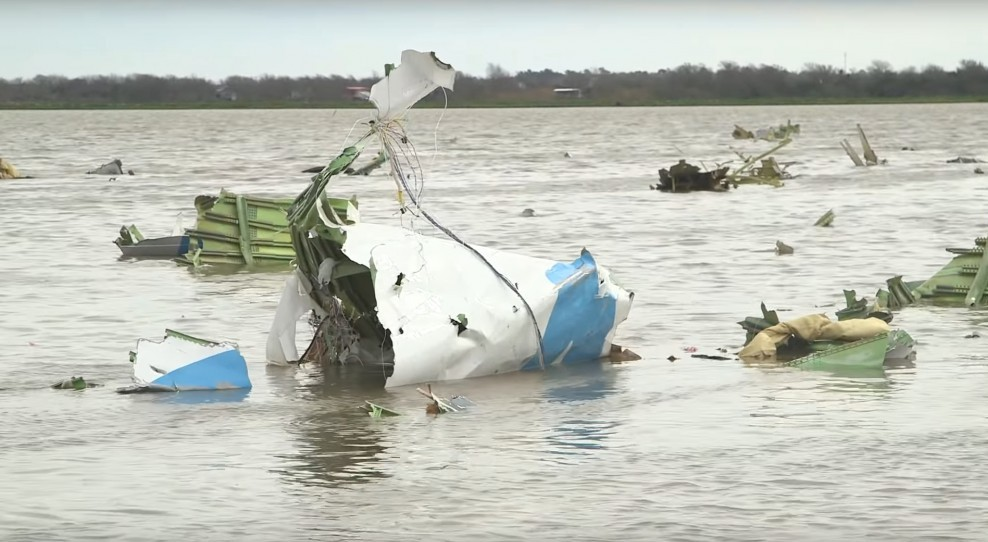
事故機の残骸

アメリカ沿岸警備隊は、生存者捜索のためいくつかのヘリと船を派遣した。機体の残骸は、最大でも50フィート (15 m)未満の大きさのものしか発見されなかった。

## 事故調査

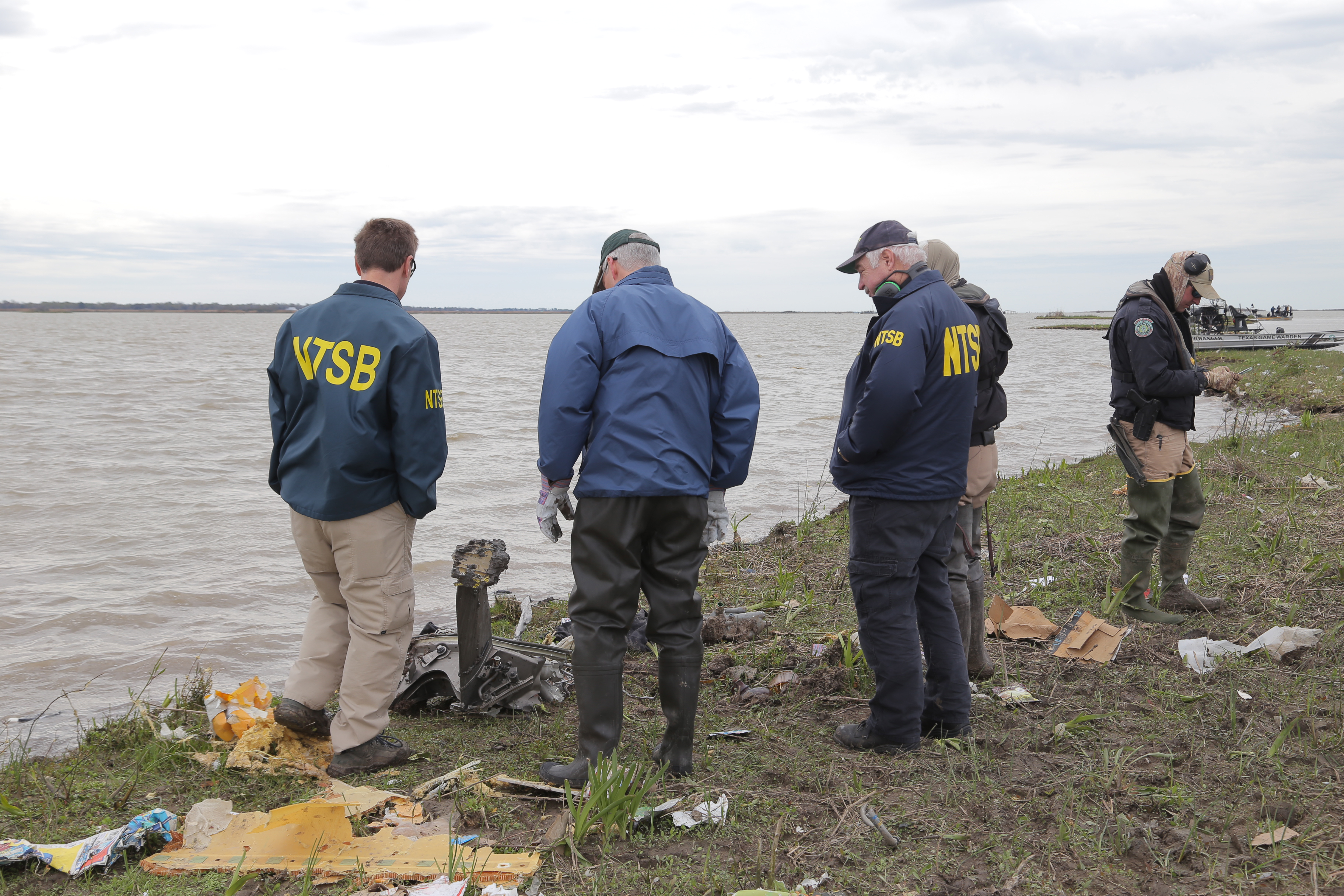
湾内に散乱した残骸を調査するNTSB調査官

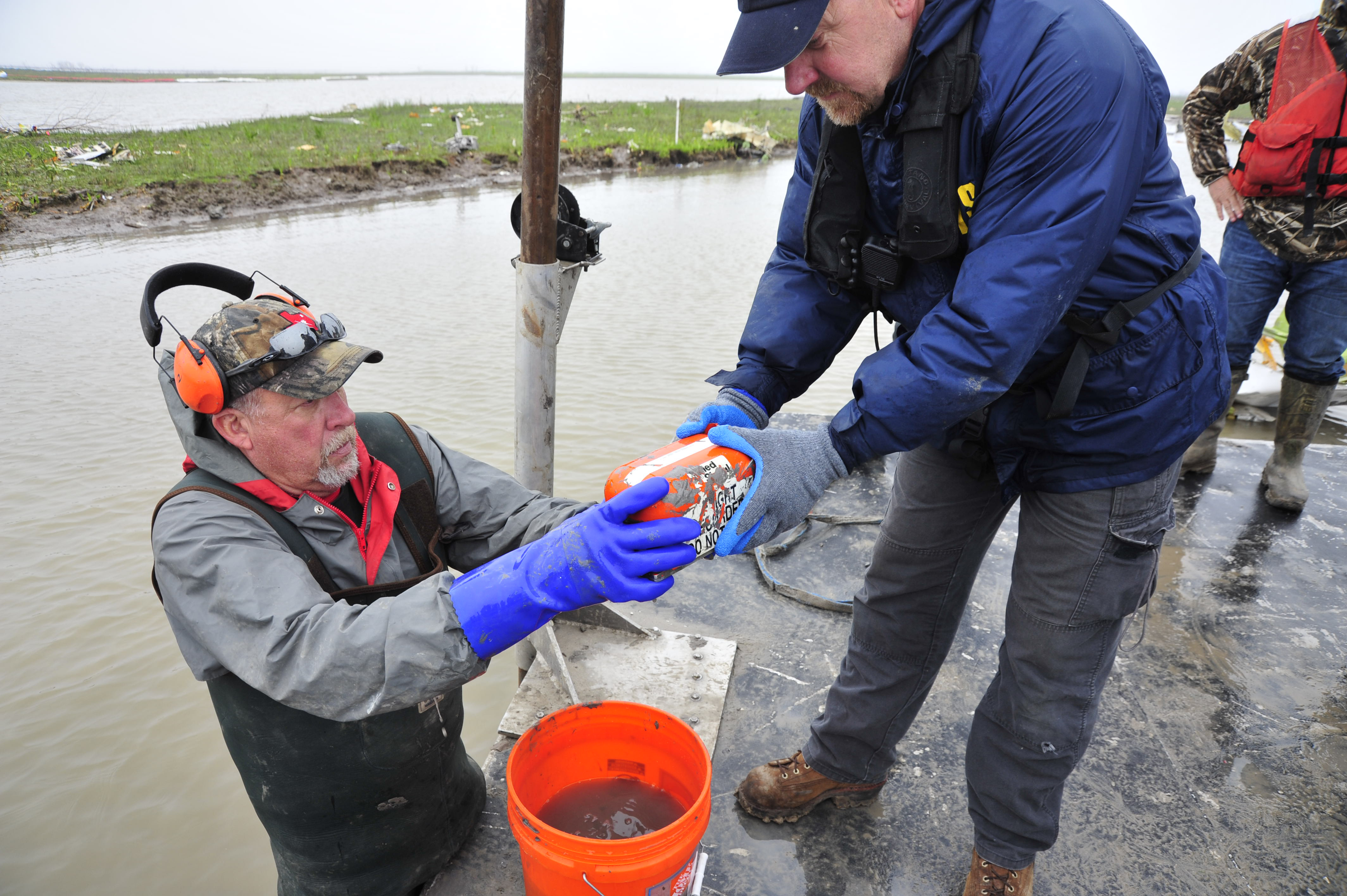
回収されたレコーダー

FAAとFBI、NTSBの調査官が現場に派遣され、NTSB主導のもと調査を開始した。テキサス州の公共安全委員会のダイビングチームは、コックピットボイスレコーダーとフライトデータレコーダーの捜索を行った。発見された2つのレコーダーは分析のためNTSBの研究室に送られた。
事故当時、空港付近に雷雲が発生していたが、珍しい事ではなかった。チェンバーズ郡の刑務所に設置されていた監視カメラは、事故機が機首から急降下していく様子を捉らえていた。
FAAとボーイング、アトラス航空、全米航空管制官連盟、チームスターズ、エアライン・パイロット組合、ゼネラル・エレクトリックが支援を申し出た。
コックピットボイスレコーダーの記録を聞いたNTSB調査官は、「航空機の制御の喪失と一致する乗組員の会話は、記録が終了するおよそ18秒前に始まった」と述べた。
2019年12月19日、NTSBは3,000ページを越える調査資料を公開した。最終報告書の公表日は未定である。公開された資料にはCVRとFDRの記録などが含まれていた。
2020年6月11日、NTSBは7月14日の理事会で事故原因を判断すると述べた。理事会は7月14日に予定通り開催され、墜落までの再現アニメーションが公開された。

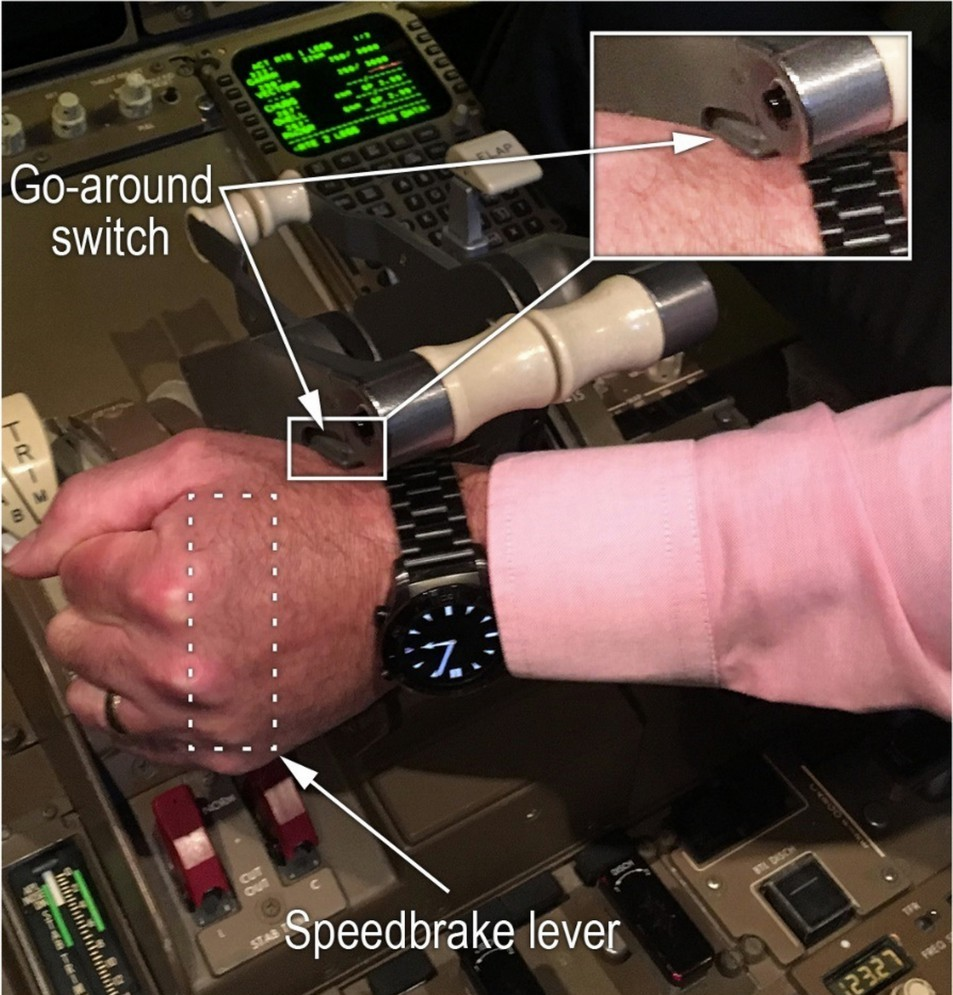
スピードブレーキと復航モードのスイッチの位置関係、副操縦士が左手でスピードブレーキを操作した際に復航モードのスイッチが誤って押されたと推測された

7月14日、NTSBは副操縦士が空間識失調に陥ったことなどが事故原因であると推定した。副操縦士が進入中に誤って着陸復航モードを作動させたため、推力が突然上がり、機体が加速し始めた。副操縦士は推力の増加による加速感を機体が急上昇しているためと誤解した。そのため副操縦士は操縦桿を前方に押し込んだ。また、副操縦士は機体が失速していると思い込み、操縦桿を押し続け、状況を悪化させた。この時、失速警報やスティックシェイカーなどは作動しておらず、機体が失速している兆候などはなかった。管制官との交信中だった機長は、副操縦士が予想外の行動をしていたため、状況の認識や対応が遅れた。
2020年8月6日、NTSBは最終報告書を公表した。報告書では、着陸復航モードの誤った作動に対して副操縦士が不適切な反応をしたことが事故原因であるとされた。また、機長の対応の遅れの他、航空業界自体の欠陥や連邦航空局がパイロット・レコード・データベースを実装していなかったことが事故に寄与したと述べられた。これにより、航空会社などが副操縦士の適性の欠如や不適応なストレス反応などの問題について対処できなかった。

## 映像化
- メーデー!:航空機事故の真実と真相 第21シーズン第9話「Delivery To Disaster」